# Doctor Doctor
《心臟的傢伙》（英語：Doctor Doctor）是一部於2016年9月14日在九號電視網開播的澳大利亞戲劇電視連續劇。